# Lac Ossipee
Le lac Ossipee est un lac situé dans le comté de Carroll, dans l'est de l'état de New Hampshire, dans les municipalités  d'Ossipee et de Freedom. Avec 13,2 km², il s'agit du sixième plus grand lac du New Hampshire. Le lac est alimenté par les rivières Bearcamp et Lovell (venant de l'ouest) et la rivière Pine (du sud).  Le lac reçoit l'eau de la partie nord et est des Montagnes Ossipee. L'eau s'écoule à l'extrémité est du lac par la Rivière Ossipee, qui se jette dans la Rivière Saco dans le Maine.

## Tourisme
Le lac Ossipee est un site de vacances populaire. Les terrains entourant le lac abritent de nombreux aménagements touristiques.
Le lac est classé comme un lieu de  pêche en eau froide et plus chaudes, avec des espèces observées comme la Truite arc-en-ciel, le touladi, l'achigan à petite bouche et l'Achigan à grande bouche, le brochet maillé, la Perchaude, le crapet et la Barbotte brune.